# Einar Flygt
Einar Flygt, född 19 december 1886 i Alnö församling, Västernorrlands län, död 7 januari 1968 i Stockholm, var en svensk industriman.
Einar Flygt var son till disponenten Helmer Flygt. Han avlade mogenhetsexamen i Västerås 1905 och genomgick därefter Chalmers tekniska läroanstalt, varifrån han utexaminerades 1909. Flygt studerade vid Handelshögskolan i Stockholm 1909–1910 och blev 1912 efter kontorspraktik i Stockholm och språkstudier i Tyskland, Frankrike och Storbritannien avdelningschef hos trämassefirman A. G. Becker & Co. i London. På denna post stannade han till 1915, då han startade egen cellulosaagentur, som till 1929 drevs under namnet Palmer, Flygt & Co., därefter 1929–1936 som Foys & Flygt Ltd.. Förutom tyska och franska cellulosaagenturer representerade Flygt under mer än 20 år flera av de större svenska cellulosaproducenterna på den brittiska marknaden. Under ett halvår från vapenstilleståndet i november 1918 vistades Flygt i USA på särskilt uppdrag av den svenska cellulosaindustrin. Flygt var styrelseledamot i Svenska handelskammaren i London under en följd av år. 1936 flyttade han tillbaka till Sverige och inträdde då som försäljningsdirektör för Svenska Cellulosaaktiebolaget. Från 1938 var han även bolagets vice verkställande direktör och ledamot av styrelsen i flera sammanslutningar, bland annat Svenska cellulosaföreningen och Svenska trämasseföreningen.